# Xenopsylla robertsi
Xenopsylla robertsi är en loppart som beskrevs av Jordan 1936. Xenopsylla robertsi ingår i släktet Xenopsylla och familjen husloppor. Inga underarter finns listade i Catalogue of Life.